# Лью, Джефф
Джефф Лью (англ. Jeff Liu) — американский сценарист, театральный режиссёр, композитор и кинорежиссёр. Наиболее известен как сценарист и раскадровщик мультсериала «Вселенная Стивена», а также как автор музыки для сериалов.

## Биография
В течение десяти лет Лью был литературным менеджером в East West Players и Институте сценаристов Дэвида Генри Хвана, а также постоянным режиссёром театрального ансамбля Lodestone Theatre Ensemble. Также работал театральным режиссёром.
Лю написал и снял двухсерийный фильм «Желтое лицо» по одноимённой пьесе Дэвида Генри Хвана, который считается гибридом сценической драмы, скетча на YouTube и короткометражного фильма. Премьера фильма состоялась на Азиатско-Тихоокеанском кинофестивале в Лос-Анджелесе в 2013 году.
Среди его комедийных короткометражек: «Великие моменты азиатско-американской истории», «Ци-лаймовый пирог» и «Супер-пупер экзотическая эротическая фетиш-сексуальная история», премьера которых состоялась на Фестивале азиатско-американских фильмов в Сан-Диего в 2012 году.
Лю является соавтором сценария фильма «Шарлотта иногда» режиссёра Эрика Байлера (англ. Eric Byler), исследующего сложные отношения между четырьмя американцами азиатского происхождения. Фильм получил приз зрительских симпатий за лучший дебютный фильм на фестивале South by Southwest Film Festival в 2002 году и был номинирован на две премии «Независимый дух».

## Фильмография

### Кино
- 1996 - Киллер Боб - режиссёр, сценарист.[4]
- 2000 - Киллер Боб 2 - Вечеринка - режиссёр, сценарист.[5]
- 2002 — «Шарлотта иногда» (англ. Charlotte Sometimes) — сценарист[6]
- 2003 — Beautiful — красавчик, сценарист (к/ф)[7]
- 2004 — «Арлекин» (англ. Harlequin) — Сэм (к/ф)[8]
- 2004 — «Лаймовый пирог» (англ. Qi Lime Pie) — режиссёр (к/ф)[9]
- 2008 — «Путь меча[англ.]» — Мэтью[10]
- 2009 — «Киллер боб Навсегда[11]» — режиссёр , сценарист
- 2010 — A Super Duper Exotic Erotic Fetish Sexy Must See Story… A Tragedy of Oriental Proportions! — режиссёр (к/ф)[12]
- 2013 — «Жёлтое лицо» (англ. Yellow Face) — режиссёр, сценарист, продюсер[13]
- 2014 — Shitty Day — сценарист (к/ф)[14]
- 2015 — «Пять минут» (англ. Five Minutes) — сценарист, режиссёр (к/ф)[15]
- 2016 — «Последняя поездка» (англ. The Last Tour) — Пол, сценарист, исполнительный продюсер[16]
- 2017 — Cow — режиссёр, исполнительный продюсер (к/ф)[17]
- 2017 — «Хороший человек» (англ. A Good Man) режиссёр (к/ф)[18]
- 2019 — «Вселенная Стивена: Фильм»

### Телевидение
- «Вселенная Стивена» (2013—2019)
- Adventure Time: Distant Lands (2020)
- «Операция „Отелло“» (англ. Operation Othello) — режиссёр (телефильм)[19]
- «Я не понимаю женщин» (англ. I Don't Understand Women) — режиссёр (телесериал)[20]